# Пуэнте-Насьональ (Колумбия)
Пуэнте-Насьональ (исп. Puente Nacional) — город и муниципалитет в северо-восточной части Колумбии, на территории департамента Сантандер. Входит в состав провинции Велес.

## История
Поселение, из которого позднее вырос город, было основано в 1556 году. Муниципалитет Пуэнте-Насьональ был выделен в отдельную административную единицу в 1730 году.

## Географическое положение
Город расположен в юго-западной части департамента, в горной местности Восточной Кордильеры, на правом берегу реки Суарес, на расстоянии приблизительно 146 километров к юго-западу от города Букараманги, административного центра департамента. Абсолютная высота — 1621 метр над уровнем моря.
Муниципалитет Пуэнте-Насьональ граничит на севере с территориями муниципалитетов Гуавата, Велес и Барбоса, на северо-западе — с муниципалитетом Хесус-Мария, на западе — с муниципалитетом Альбания, на юге и востоке — с территорией департамента Бояка. Площадь муниципалитета составляет 248,4 км².

## Население
По данным Национального административного департамента статистики Колумбии, совокупная численность населения города и муниципалитета в 2015 году составляла 12 476 человек.
Динамика численности населения муниципалитета по годам:
| 2005   | 2006   | 2007   | 2008   | 2009   | 2010   | 2011   | 2012   | 2013   | 2014   | 2015   |
| ------ | ------ | ------ | ------ | ------ | ------ | ------ | ------ | ------ | ------ | ------ |
| 14 538 | 14 280 | 14 062 | 13 856 | 13 658 | 13 451 | 13 255 | 13 054 | 12 860 | 12 668 | 12 476 |

Согласно данным переписи 2005 года мужчины составляли 49,4 % от населения Пуэнте-Насьоналя, женщины — соответственно 50,6 %. В расовом отношении белые и метисы составляли 99,2 % от населения города; негры, мулаты и райсальцы — 0,8 %.
Уровень грамотности среди всего населения составлял 85,1 %.

## Экономика
Основу экономики Пуэнте-Насьоналя составляют сельское хозяйство и лесозаготовка.
53,7 % от общего числа городских и муниципальных предприятий составляют предприятия торговой сферы, 31,4 % — предприятия сферы обслуживания, 14,6 % — промышленные предприятия, 0,3 % — предприятия иных отраслей экономики.

## Транспорт
Через город проходит национальное шоссе № 45А (исп. Ruta Nacional 45А).